# 袁黝
袁黝（15世紀—16世紀），字公珩，江西南昌府豐城縣袁坊人，明朝政治人物。

## 生平
袁黝是弘治五年（1492年）壬子科江西鄉試舉人，正德六年（1511年）授順昌知縣，在當地重視學校、體察民隱、禮賢下士，陞靖州知州，遇上銅鼓衛苗族人作亂，朝廷多次出兵未能剿滅，他獨自到銅鼓衛勸諭，苗族人都歸順納稅，改任永州知府，轉常德同知，歷官二十多年操行終始如一，官至南京宗人府經歷。

## 引用
1. 1 2  同治《豐城縣志·卷十三·人物志三》：袁黝，字公珩，袁坊人，宏治鄉薦，授順昌知縣，廉介有聲，陞守靖州，五開銅鼓苗亂，屢勦不靖，黝單騎入諭乃歸命歲納常稅，遷永州同知【知府】，改常德［同知］，厯任二十餘年，操行終始如一，陞南宗人府經厯。
2. ↑  同治《豐城縣志·卷八·選舉志》：明……宏治五年壬子鄉試 解元羅欽順……袁黝 袁坊人，宗人府經歷，有傳
3. ↑  光緒《順昌縣志·卷四·職官志》：袁黝，字公珩，豐城舉人，正德六年令，重學校、察民隱，禮賢下士，多所修建，陞湖廣靖州知州。